# 30 Door Key
30 Door Key è un film del 1991 diretto da Jerzy Skolimowski.